# Alchemilla smirnovii
Alchemilla smirnovii är en rosväxtart som beskrevs av Sergei Vasilievich Juzepczuk. Alchemilla smirnovii ingår i släktet daggkåpor, och familjen rosväxter. Inga underarter finns listade i Catalogue of Life.